# 令和サスペンス劇場
『令和サスペンス劇場』（れいわサスペンスげきじょう）は、BS日テレで2023年12月17日から不定期で放送されている2時間ドラマの単発特別番組枠。

## 放映作品

### シリーズ作品
- 旅人検視官 道場修作（主演：内藤剛志）
  - 2023年12月17日[1]、2024年4月14日[2]、2024年12月7日[3]、2025年3月22日[4]、2025年8月23日（予定）[5]放送。

### 単発作品
- 弁護士 六角心平（主演：船越英一郎、2025年3月29日放送）[6]